# 赫林卡卫队应急单位
赫林卡卫队应急单位（斯洛伐克语：Pohotovostné oddiely Hlinkovej gardy）也叫赫林卡卫队飞行队，是二战期间的斯洛伐克当局在1944年8月为应对斯洛伐克民族起义而组建的准军事组织。该单位最有名的行动是与德国党卫队的别动队H协作，共同屠杀犹太人、斯洛伐克羅姆人、斯洛伐克游击队员以及疑似斯洛伐克游击队员的人。
二戰結束後，大部分赫林卡卫队应急单位的领导人被处决。少部分領導人流亡西方。二月事件后，大多数赫林卡卫队应急单位普通成員重新融入社会。一些人還加入了捷克斯洛伐克共產黨，并在捷克斯洛伐克社会主义共和国政府機關中任職。不過捷克斯洛伐克社会主义共和国當局認為，赫林卡卫队应急单位是纳粹政权的幫兇，而且他們犯下了战争罪。也有一些反共人士認為赫林卡卫队应急单位的成員是英雄。1958年，15名赫林卡卫队应急单位被指控参与克雷姆尼奇卡和涅梅茨卡大屠杀，其中5人被判处死刑。